# Penacova (Felgueiras)
Penacova ist eine Gemeinde (Freguesia) im portugiesischen Kreis Felgueiras. In ihr leben 1062 Einwohner (Stand 19. April 2021).